# Pierre Weill (dirigeant)
Pour les articles homonymes, voir Pierre Weill et Weill.
Pierre Weill, né le 3 avril 1936 à Paris, est un entrepreneur, ancien chef d'entreprise français, spécialiste des études de l'opinion publique. 

## Biographie
Il est le fondateur, en 1963, de l'institut de sondages TNS Sofres, qu'il a dirigé jusqu'en novembre 2001, et dont il est encore actuellement le président du conseil de surveillance.
Il a été, dans les années 1970, 1980 et 1990, un personnage emblématique des soirées électorales de la télévision française. Il est depuis le cosignataire occasionnel d'articles ou de tribunes libres dans la presse écrite, sur différents sujets, notamment concernant la politique internationale.
Recruté à l'Institut d'études politiques de Paris, il dirige un DESS sur les études de marché et l'opinion à partir de 1972
, avec Alain Lancelot.
Il est, depuis 2011, directeur de la publication de Régions Magazine, journal destiné aux élus et aux collectivités locales.
Il est membre du conseil d'administration d'Air France.

## Décorations
Pierre Weill est :
- grand officier dans l’ordre de la Légion d'honneur le 13 juillet 2012.